# We Are the Champions
"We Are the Champions" este un cântec scris de Freddie Mercury, înregistrat și interpretat de formația rock britanică Queen, pentru albumul lor din 1977 News of the World. Asta este una dintre cele mai faimoase și mai populare piese ale lor, și rămâne a fi printre cele mai cunoscute imnuri rock.
Cântecul a avut succes în întreaga lume, clasându-se pe poziția doi în UK Singles Chart, și pe poziția 4 în Billboard Hot 100 în Statele Unite. În 2009, "We Are the Champions" a fost introdus în Grammy Hall of Fame, și a fost votat cântecul preferat din lume într-un sondaj din 2005 organizat de Sony Ericsson. În 2011, o echipă de cercetători științifici ajuns la concluzia că piesa a avut cea mai mare priză la public în istoria muzicii.
De-a lungul timpului "We Are the Champions" a devenit un imn pentru victoriile sportive, inclusiv piesă oficială la Campionatul Mondial de Fotbal 1994.

## Versiunea originală de Queen

### Personal
- Freddie Mercury: lead vocal, pian, back vocal
- Brian May: chitară electrică, back vocal
- John Deacon: chitară bas
- Roger Taylor: baterie, back vocal

### Lista pieselor
| 7" single (1977 release) 1. "We Are the Champions" – 3:00 2. "We Will Rock You" – 2:00 3" CD single (1988 release) 1. "We Are the Champions" – 3:02 2. "We Will Rock You" – 2:02 3. "Fat Bottomed Girls" – 3:23 | CD single (1992 release) 1. "We Are the Champions" – 2:59 2. "We Will Rock You / We Are the Champions" – 5:00 |

### Topuri și certificări
| Top (1977–78)                  | Poziția în topuri |
| ------------------------------ | ----------------- |
| Austrian Singles Chart         | 12                |
| Dutch Top 40                   | 2                 |
| German Singles Chart           | 13                |
| Irish Singles Chart            | 3                 |
| Norwegian Singles Chart        | 6                 |
| Swedish Singles Chart          | 14                |
| UK Singles Chart               | 2                 |
| US Billboard Hot 100           | 4                 |
| Chart (1993/94)                | Peak position     |
| Dutch Mega Top 100             | 27                |
| French Singles Chart           | 14                |
| Chart (1998)                   | Peak position     |
| French Singles Chart           | 10                |
| Chart (2006)                   | Peak position     |
| US Billboard Hot Digital Songs | 61                |

| Topuri anuale (1978)     | Poziția  |
| ------------------------ | -------- |
| Austrian Singles Chart   | 25       |
| End of year chart (1998) | Position |
| French Singles Chart     | 72       |

| Regiune | Certificări | Vânzări   |
| --- | ----------- | --------- |
| Franța (SNEP) | Gold+Silver | 789,000   |
| Regatul Unit (BPI) | Gold        | 500.000^  |
| Statele Unite (RIAA) | Platinum    | 3,243,000 |
| Total available sales: |             | 4,532,000 |
| *cifrele de vânzări sunt bazate pe un singur certificat ^cifrele cargo sunt bazate pe un singur certificat xcifrele nespecificate sunt bazate pe un singur certificat |             |           |

## Versiune lui Crazy Frog
"We Are the Champions (Ding a Dang Dong)" este un cântec din 2006 de Crazy Frog inspirat de hitul trupei Queen din 1977 "We Are the Champions". A fost lansat ca single pe 5 iunie 2006. 

### Lista pieselor
CD single
1. "We Are the Champions (Ding a Dang Dong)" (radio edit) — 2:57
2. "We Are the Champions (Ding a Dang Dong)" (club mix) — 5:49

Maxi single
1. "We Are the Champions (Ding a Dang Dong)" (radio edit) — 2:57
2. "We Are the Champions (Ding a Dang Dong)" (house mix) — 6:04
3. "We Are the Champions (Ding a Dang Dong)" (club mix) — 5:51
4. "We Are the Champions (Ding a Dang Dong)" (club mix dub) — 5:17
5. "We Are the Champions (Ding a Dang Dong)" (video)

### Certificări și vânzări
| Țara    | Certificări | Data              | Vânzări certificate | Vânzări reale |
| ------- | ----------- | ----------------- | ------------------- | ------------- |
| Belgium | Gold        | 9 septembrie 2006 | 20,000              |               |
| France  | Gold        | 30 august 2006    | 200,000             | 205,908       |

### Topuri
| Topuri (2006)                    | Poziția de top |
| -------------------------------- | -------------- |
| Australian Singles Chart         | 13             |
| Austrian Singles Chart           | 4              |
| Belgian (Flanders) Singles Chart | 10             |
| Belgian (Wallonia) Singles Chart | 2              |
| Danish Singles Chart             | 3              |
| Dutch Mega Top 100               | 100            |
| Eurochart Hot 100                | 2              |
| Finnish Singles Chart            | 10             |
| French SNEP Singles Chart        | 1              |
| German Singles Chart             | 10             |
| Irish IRMA Singles Chart         | 23             |
| Italian FIMI Singles Chart       | 13             |
| New Zealand RIANZ Singles Chart  | 20             |
| Spanish Singles Chart            | 2              |
| Swedish Singles Chart            | 11             |
| Swiss Singles Chart              | 5              |
| UK Singles Chart                 | 11             |

| Topuri anuale (2006)             | Poziția |
| -------------------------------- | ------- |
| Austrian Singles Chart           | 44      |
| Belgian (Flanders) Singles Chart | 36      |
| Belgian (Wallonia) Singles Chart | 12      |
| French Singles Chart             | 15      |

| Predecesor: "Un'estate italiana" by Edoardo Bennato și Gianna Nannini | Piesa Campionatului Mondial de Fotbal cu Gloryland de Daryl Hall 1994 | Succesor: "The Cup of Life" by Ricky Martin și "Together Now" de Jean Michel Jarre și Tetsuya Komuro |